# Клепачи (Хорольский район)
Клепачи (укр. Клепачі) — село,
Клепачевский сельский совет,
Хорольский район,
Полтавская область,
Украина.
Код КОАТУУ — 5324881901. Население по переписи 2001 года составляло 802 человека.
Является административным центром Клепачевского сельского совета, в который, кроме того, входят сёла
Вергуны и
Иващенки.

## Географическое положение
Село Клепачи примыкает к селу Шишаки, на расстоянии в 1 км находится село Вергуны.
По селу протекает пересыхающий ручей с запрудой.
К селу примыкает большой садовый массив.

## История
Вознесенская церковь известна 1785 года
Имеется на карте 1812 года

## Экономика
- «Перемога», сельскохозяйственный ПК.
- Клепачевское потребобщество.
- «Сады Полтавщины», ООО.

## Объекты социальной сферы
- Начальная школа.
- Детский сад.

## Известные люди
В селе родился Герой Советского Союза, почётный гражданин Смоленска Прокофий Клепач.